# Aéroport de Marudi
L'aéroport de Marudi (code IATA : MUR • code OACI : WBGM) est un aéroport desservant la ville de Marudi, une ville dans l'état de Sarawak en Malaisie.
Il dispose  d'une piste orientée 10/28, et son tarmac peut accueillir 3 à 4 le de Havilland Canada DHC-6 Twin Otter en même temps.

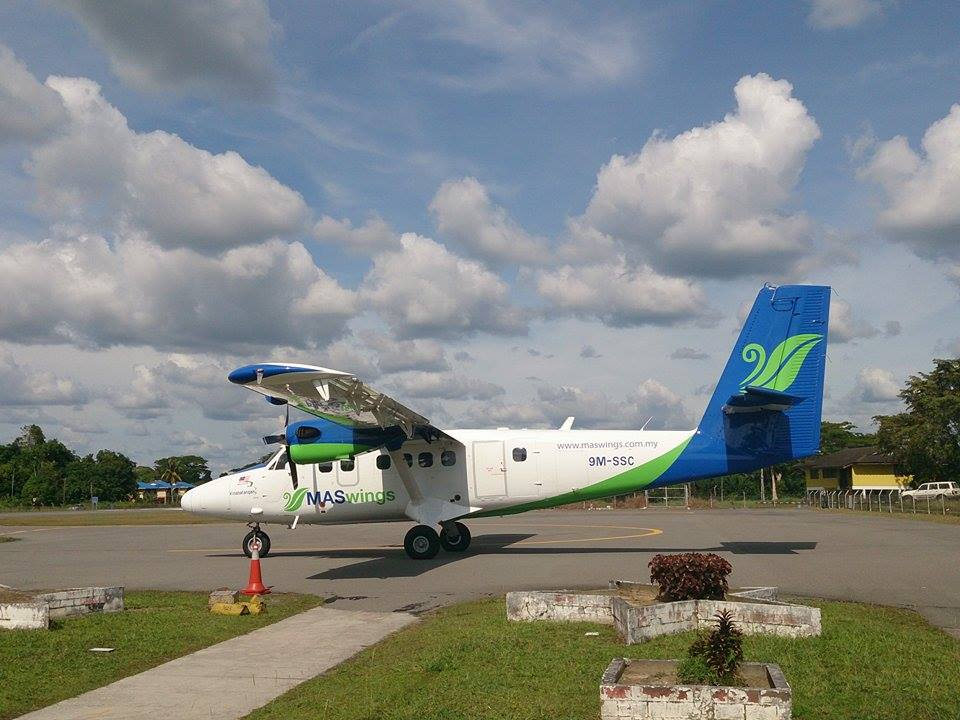
DHC 6-400 Twin Otter de MASwings à l'aéroport de Marudi

## Situation
| Alor · Setar Ba'kelalan Bario Bintulu Ipoh Johor Bahru Kerteh Kota Bharu Kota · Kinabalu Kuala · Lumpur Kuala Terengganu Kuantan Kuching Kudat Labuan Lahad Datu Langkawi Lawas Limbang Long · Akah Long · Banga Long Lellang Long · Seridan Malacca Marudi Miri Mukah Mulu Pulau · Pangkor Penang Pulau Redang Sandakan Sibu Subang Tanjung · Manis Tawau |

## Compagnies aériennes et destinations
| Compagnies                           | Destinations                                                                               |
| ------------------------------------ | ------------------------------------------------------------------------------------------ |
| Malaysia Airlines opéré par MASwings | Bario, Long Akah (en), Long Banga Airport (en), Long Lellang (en), Long Seridan (en), Miri |

Édité le 28/02/2018

## Incidents
- 7 novembre 2012 — le vol 3592 de Havilland Canada DHC-6 Twin Otter (9M-MDO), sous la bannière de  MASwings allant de Miri à Marudi, a viré à gauche hors de la piste lors de son atterrissage et s'est retrouvé dans un fossé. Les 17 personnes à bord ont survécu[1].